# Sha'Carri Richardson
Sha'Carri Richardson (Dallas, 25 marzo 2000) è una velocista statunitense, campionessa olimpica della staffetta 4×100 metri a Parigi 2024 e campionessa mondiale dei 100 metri piani e della staffetta 4×100 metri a Budapest 2023.

## Biografia
Nel 2017 ha conquistato la medaglia d'oro nella staffetta 4×100 metri ai campionati panamericani under 20 ed è detentrice dei record mondiali under 20 sui 100 e 200 metri piani, entrambe ottenute nel 2019 rispettivamente con i tempi di 10"75 e 22"17. Il tempo sui 100 m piani l'ha fatta entrare nella top ten delle atlete più veloci di sempre, al decimo posto insieme a Kerron Stewart. Il 10 aprile 2021 con 10"72 ha migliorato ulteriormente la sua prestazione, piazzandosi al sesto posto della suddetta classifica.
Nel giugno del 2021 si è qualificata per i Giochi olimpici di Tokyo vincendo i trials statunitensi sui 100 m piani in 10"86; tuttavia, essendo risultata positiva alla cannabis, è incorsa in una sospensione di trenta giorni che le ha impedito di prendere parte alle Olimpiadi.
Il 21 agosto 2023 si è laureata campionessa del mondo sui 100 metri piani ai mondiali di Budapest, siglando anche il nuovo record dei campionati con il crono di 10"65; quattro giorni dopo, invece, ottiene la medaglia di bronzo nei 200 metri piani con il personale di 21"92. Il 26 agosto, infine, vince il suo secondo oro mondiale, aggiudicandosi con le compagne di squadra la staffetta 4x100 m in 41"03 (nuovo record dei campionati).
Il 3 agosto 2024 si è laureata vice campionessa dei 100 metri piani ai Giochi olimpici di Parigi arrivando seconda, dietro alla santaluciana Julien Alfred, con un tempo di 10"87. Sei giorni dopo si aggiudica il suo primo oro olimpico, vincendo la staffetta 4x100 metri piani.

### Vita privata
Dichiaratamente bisessuale, nel giugno 2021 ha fatto coming out dopo essersi qualificata per i Giochi olimpici, ringraziando pubblicamente la propria fidanzata.

## Record
Under 20
- 100 metri piani: 10"65 (-0,2 m/s) ( Budapest, 21 agosto 2023)
- 200 metri piani: 21"92 ( Budapest, 25 agosto 2023)

## Progressione

### 100 metri piani
| Stagione | Tempo | Luogo       | Data      | Rank. Mond. |
| -------- | ----- | ----------- | --------- | ----------- |
| 2024     | 10"87 | Parigi      | 3-8-2024  | –           |
| 2023     | 10"65 | Budapest    | 21-8-2023 |             |
| 2022     | 10"85 | New York    | 12-6-2022 |             |
| 2021     | 10"72 | Miramar     | 10-4-2021 | 3ª          |
| 2020     | 10"95 | Montverde   | 10-8-2020 | 3ª          |
| 2019     | 10"75 | Austin      | 8-6-2019  | 3ª          |
| 2018     | 11"53 | Commerce    | 27-4-2018 | 325ª        |
| 2017     | 11"28 | Austin      | 13-5-2017 | 89ª         |
| 2016     | 11"34 | Albuquerque | 4-6-2016  | 133ª        |
| 2015     | 12"97 | Burleson    | 14-6-2015 | –           |

### 200 metri piani
| Stagione | Tempo | Luogo       | Data      | Rank. Mond. |
| -------- | ----- | ----------- | --------- | ----------- |
| 2023     | 21"92 | Budapest    | 25-8-2023 |             |
| 2022     | 22"38 | New York    | 12-6-2022 |             |
| 2021     | 22"11 | Gainesville | 16-4-2021 | 2ª          |
| 2020     | 22"00 | Montverde   | 10-8-2020 | 2ª          |
| 2019     | 22"17 | Austin      | 8-6-2019  | 6ª          |
| 2018     | 24"15 | Commerce    | 28-4-2018 | 961ª        |
| 2017     | 23"36 | Sacramento  | 24-6-2017 | 205ª        |
| 2016     | 23"48 | Commerce    | 30-4-2016 | 286ª        |

## Palmarès
| Anno | Manifestazione              | Sede     | Evento      | Risultato | Prestazione | Note                                                  |
| ---- | --------------------------- | -------- | ----------- | --------- | ----------- | ----------------------------------------------------- |
| 2017 | Campionati panamericani U20 | Trujillo | 4×100 m     | Oro       | 44"07       |                                                       |
| 2023 | Mondiali                    | Budapest | 100 m piani | Oro       | 10"65       | Record dei campionati · Miglior prestazione personale |
| 2023 | Mondiali                    | Budapest | 200 m piani | Bronzo    | 21"92       | Miglior prestazione personale                         |
| 2023 | Mondiali                    | Budapest | 4×100 m     | Oro       | 41"03       | Record dei campionati                                 |
| 2024 | Giochi olimpici             | Parigi   | 100 m piani | Argento   | 10"87       |                                                       |
| 2024 | Giochi olimpici             | Parigi   | 4x100 m     | Oro       | 41"78       |                                                       |

## Campionati nazionali
2017
- 4ª ai campionati statunitensi under 20, 100 m piani - 11"49
- Bronzo ai campionati statunitensi under 20, 200 m piani - 23"28 nw

2019
- 8ª ai campionati statunitensi assoluti, 100 m piani - 11"72
- Eliminata in batteria ai campionati statunitensi assoluti, 200 m piani - 23"46

## Altre competizioni internazionali
2021
- Argento al British Grand Prix ( Gateshead), 100 m piani - 11"44

2022
- Argento al Prefontaine Classic ( Eugene), 100 m piani - 10"92

2023
- Oro al Doha Diamond League ( Doha), 100 m piani - 10"72
- Oro al Kamila Skolimowska Memorial ( Chorzów), 100 m piani - 10"76
- Oro al Weltklasse Zürich ( Zurigo), 100 m piani - 10"88

2024
- Argento alla Xiamen Diamond League ( Xiamen), 200 m piani - 22"99
- Bronzo allo Shanghai Diamond League ( Shanghai), 200 m piani - 23"11
- Oro al Prefontaine Classic ( Eugene), 100 m piani - 10"83
- Oro al Weltklasse Zürich ( Zurigo), 100 m piani - 10"84